# کیرن تیرنی
کیرن تیرنی (انگلیسی: Kieran Tierney؛ زادهٔ ۵ ژوئن ۱۹۹۷) بازیکن فوتبال اهل اسکاتلند است. که در باشگاه فوتبال رئال سوسیداد بازی می‌کند.

## باشگاهی
از باشگاه‌هایی که در آن بازی کرده است می‌توان به سلتیک و آرسنال اشاره کرد.
وی همچنین در تیم ملی فوتبال اسکاتلند بازی کرده است.